# 奧尼爾嶺
72°48′S 168°45′E / 72.800°S 168.750°E
奧尼爾嶺（英語：O'Neal Ridge）是南極洲的山嶺，位於維多利亞地的博克格雷溫克海岸，屬於勝利山脈的一部分，該山嶺現時由南極條約體系管理。